# Crainzi
Crainzi (o anche Repinie; in croato Kranjci) è un insediamento del comune di Albona, nella regione istriana, in Croazia. Nel 2001, la località conta 96 abitanti.

## Società

### Evoluzione demografica
Evoluzione demografica della località di Crainzi o Repinie secondo i seguenti anni: 
1880 = 76 ab.| 1890 = 75 ab.| 1900 = 96 ab.| 1910 = 105 ab.| 1948 = 181 ab.| 1953 = 170 ab.| 1961 = 168 ab.| 1971 = 143 ab.| 1981 = 136 ab.| 1991 = 117 ab.| 2001 = 96  ab.